# Veikko Kankkonen
Esa Veikko Antero Kankkonen, né le 5 janvier 1940 à Sotkamo, est un sauteur à ski finlandais.

## Biographie
Son premier podium international intervient à la Tournée des quatre tremplins en 1959 sur le tremplin d'Innsbruck.
Après sa victoire sur la Tournée des quatre tremplins et son titre olympique sur le petit tremplin en 1964 à Innsbruck, où il est aussi médaillé d'argent au grand tremplin, il reçoit la Médaille Holmenkollen, ayant gagné au Festival de ski d'Holmenkollen cette année également. Il gagne encore la Tournée des 4 tremplins en 1966, ainsi que trois fois aux Jeux du ski de Lahti.
Il participe aussi aux Jeux olympiques d'hiver de 1960 et 1968, où il est porte-drapeau de sa délégation.
Son fils Anssi Kankkonen est golfeur et sauteur à ski.

## Palmarès

### Jeux olympiques
| Épreuve / Édition | Squaw Valley 1960 | Innsbruck 1964 | Grenoble 1968 |
| Petit tremplin    | 40e               | Or             | 17e           |
| Grand tremplin    |                   | Argent         | 24e           |

### Tournée des quatre tremplins
- Vainqueur de l'épreuve en 1964 et 1966.